# David Martin (pintor)

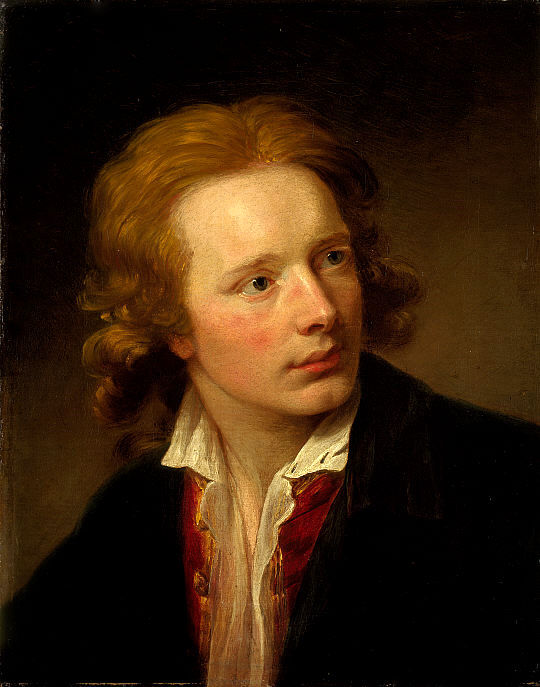
El pintor, en un autorretrato de 1760.

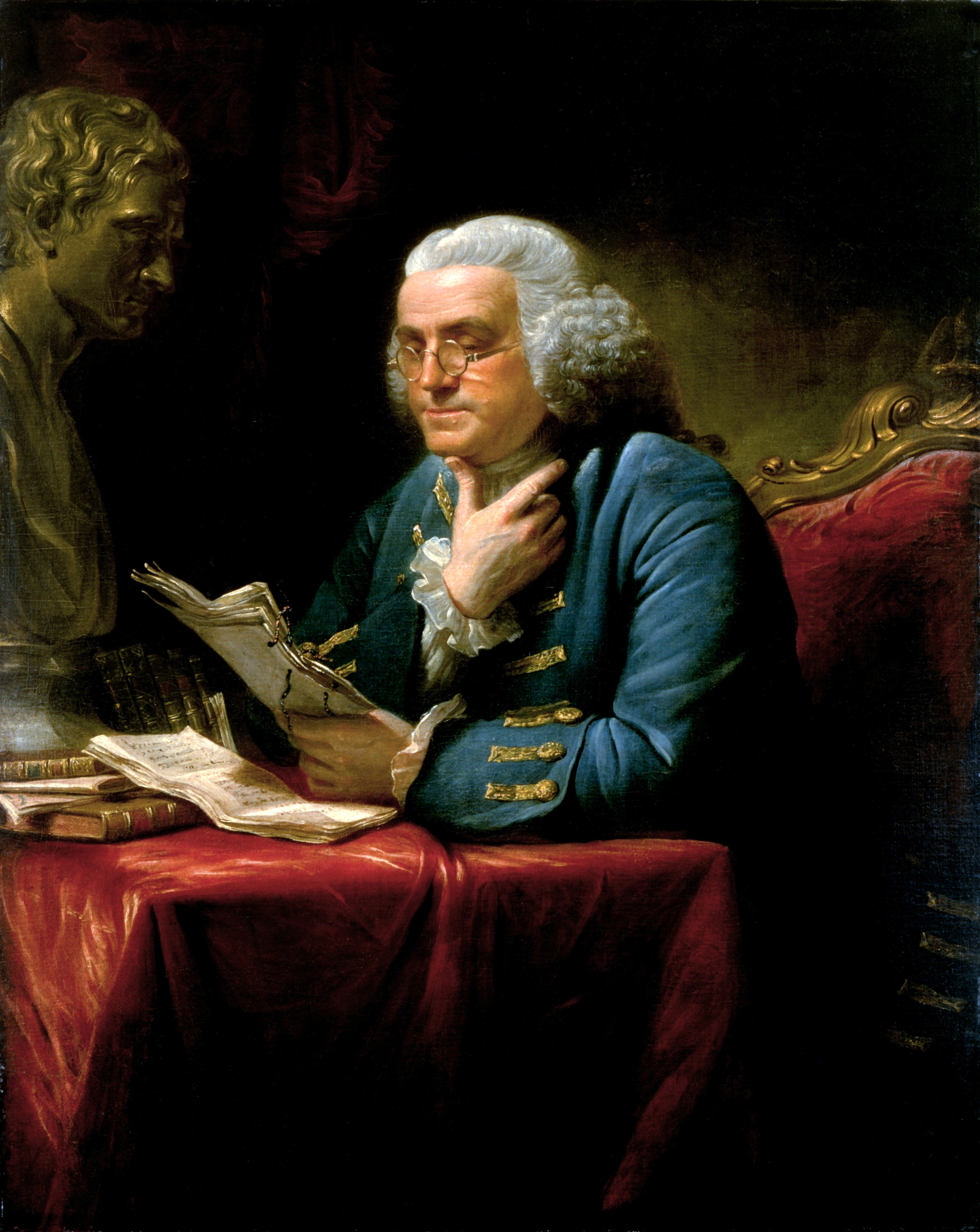
Retrato de Benjamin Franklin por David Martin.

David Martin (1 de abril de 1737–30 de diciembre de 1797) fue un pintor escocés.
Nacido en Fife, estudió en Londres y también en Italia, antes de ser reconocido internacionalmente como pintor. Acompañó al pintor retratista Allan Ramsay en su gira italiana en 1756. Fue discípulo suyo, y después de volver se convirtió en alumno de la St. Martin's Lane Academy. También trabajó en el estudio de Ramsay, participando en la elaboración de cuadros sobre la coronación del rey Jorge III.